# Neuroleon (Neuroleon) podagricus
Neuroleon (Neuroleon) podagricus is een insect uit de familie van de mierenleeuwen (Myrmeleontidae), die tot de orde netvleugeligen (Neuroptera) behoort. 
Neuroleon (Neuroleon) podagricus is voor het eerst wetenschappelijk beschreven door Navás in 1936.